# 布德瓦市鎮
42°17′31″N 18°53′22.2″E / 42.29194°N 18.889500°E
布德瓦市鎮，是蒙特內哥羅的24個市镇之一，位於該國南部，行政中心为布德瓦，面積122平方公里，2011年人口19,218，該市镇人口密度每平方公里157人。